# Gabriela Toscano
Gabriela Toscano   (Montevideo, 25 d'octubre de 1965) és una actriu de teatre, cinema i televisió argentina d'origen uruguaià

## Vida personal
Gabriela Toscano va néixer a Montevideo (Uruguai), el 25 d'octubre de 1965. Es va traslladar a Buenos Aires (Argentina), a una edat primerenca.
Va participar en Música en llibertat infantil als 4 anys. Va treballar a sèries de televisió com Cumbres borrascosas, Rosa de lejos, Coraje mamá, Alta Comedia, Los chicos crecen, Situación límite, Los machos, Gasoleros, Culpables, 1/2 Falta, Amas de casa desesperadas i Para vestir santos; i pel·lícules com El exilio de Gardel, El buen destino i Las viudas de los jueves.
Va obtenir el seu primer Premi Martín Fierro el 2001 pel seu treball a Culpables, i un segon el 2011 pel seu treball a Para vestir santos; durant aquest any va treballar a El puntero.
Des de 1992, resideix a l'Argentina amb la seva parella, el director Carlos Rivas, amb qui té un fill.

## Televisió
| Any       | Títol                                             | Personatge              | Canal      | Notes                                        |
| --------- | ------------------------------------------------- | ----------------------- | ---------- | -------------------------------------------- |
| 1973      | Alta Comedia                                      |                         | Canal 9    | Ep: Mayerling                                |
| 1973      | Alta Comedia                                      |                         | Canal 9    | Ep: Un inmenso amor                          |
| 1974      | Jacinta Pichimahuida, la maestra que no se olvida | La Rotonda              | Canal 9    |                                              |
| 1975      | Lo mejor de nuestra vida... nuestros hijos        |                         | Canal 9    |                                              |
| 1976-1977 | Hermosos mentirosos                               |                         | Canal 9    |                                              |
| 1978      | Cumbres Borrascosas (telenovel·la de 1976)        |                         | El Trece   |                                              |
| 1978      | Nuestro Encuentro                                 |                         | El Trece   |                                              |
| 1979      | Una escalera al cielo                             |                         | Canal 9    |                                              |
| 1979      | Novia de vacaciones                               | Alejandra               | El Trece   |                                              |
| 1979-1980 | Daniel y Cecilia                                  | Guillermina             |            |                                              |
| 1980      | Rosa de lejos                                     | Ita Caride              | ATC        |                                              |
| 1980      | El solitario                                      |                         | ATC        | Los especiales de ATC                        |
| 1981      | Las 24 horas                                      | Hebe                    | El Trece   | Ep: Veinticuatro horas antes de la respuesta |
| 1981      | El ciclo de Guillermo Brédeston y Nora Cárpena    | Karina                  | Canal 9    | Ep: Un cambio de vida                        |
| 1981      | El Patio                                          |                         | El Trece   |                                              |
| 1982      | El ciclo de Guillermo Brédeston y Nora Cárpena    | Cecilia                 | Canal 9    | Ep: A la vuelta de los años                  |
| 1983      | Costa Sur                                         | Diana                   | El Trece   |                                              |
| 1984      | Situación Limite                                  |                         | ATC        | Ep:Tango                                     |
| 1984      | Alguien como usted                                |                         | El Trece   |                                              |
| 1985      | Coraje mamá                                       | Betina                  | Canal 9    |                                              |
| 1986      | Un mundo de muñeca                                |                         | El Trece   |                                              |
| 1986      | Cuando vuelvas a mí                               |                         | Canal 11   |                                              |
| 1990-1992 | Atreverse                                         |                         | Telefe     |                                              |
| 1991      | Estado civil                                      |                         | El Trece   |                                              |
| 1992      | Grande Pa!                                        | Doctora                 | Telefe     |                                              |
| 1992      | Alta Comedia                                      |                         | Canal 9    | Ep: Sin salida                               |
| 1992      | Alta Comedia                                      |                         | Canal 9    | Ep: Todos juntos como antes                  |
| 1992      | Teatro como en el teatro                          |                         | ATC        |                                              |
| 1992      | Amores                                            |                         | Telefe     |                                              |
| 1993      | Alta Comedia                                      |                         | Canal 9    | Ep: Una mujer de la vida                     |
| 1993      | Alta Comedia                                      |                         | Canal 9    | Ep: El maestro Evans                         |
| 1993      | Apasionada                                        | Rosarita                |            |                                              |
| 1994      | Los machos                                        |                         | El Trece   |                                              |
| 1996      | Alta Comedia                                      |                         | Canal 9    | Ep: Una mujer de la vida                     |
| 1996      | Alta Comedia                                      |                         | Canal 9    | Ep: Tarde o temprano                         |
| 1997      | De Corazón                                        | Renata                  | El Trece   |                                              |
| 1997      | El Rafa (telenovel·la de 1997)                    |                         | Telefe     |                                              |
| 1998      | Gasoleros                                         | Graciela                | El Trece   |                                              |
| 1998      | Como vos & yo                                     | Fernanda                | El Trece   |                                              |
| 2000      | Primicias                                         | Victoria Yañez          | El Trece   |                                              |
| 2001      | Culpables                                         | Daniela                 | El Trece   |                                              |
| 2002-2003 | Son amores'                                       | Graciela "Chela" Rigolé | El Trece   | Segunda temporada                            |
| 2005      | 1/2 falta                                         | Vida Juárez             | El Trece   |                                              |
| 2006      | Amas de casa desesperadas                         | Susana Martini          | El Trece   |                                              |
| 2007      | Mujeres Asesinas 3                                | Rita                    | El Trece   | Cap. 1: Rita, burlada                        |
| 2008      | Variaciones                                       | Lorena                  | TV Pública | Ep: Hacerse o no hacerse cargo               |
| 2010      | Para vestir santos (sèrie de televisió)           | Susana San Juan         | El Trece   |                                              |
| 2011      | El puntero                                        | Clara Medina            | El Trece   |                                              |
| 2015-2016 | Esperanza mía]'                                   | Clara Anselmo           | El Trece   |                                              |
| 2017      | Quiero vivir a tu lado                            | Susan Cordero           | El Trece   |                                              |

## Cinema
| Any  | Pel·lícula                      | Personatge                | Direcció                                     |
| ---- | ------------------------------- | ------------------------- | -------------------------------------------- |
| 1973 | Luces de mis zapatos            |                           | Luis Puenzo                                  |
| 1974 | La Mary                         | La Mary (de petita)       | Daniel Tinayre                               |
| 1974 | El sexo y el amor               |                           | Armando Bó                                   |
| 1976 | Los chicos crecen               | Alejandra                 | Enrique Carreras                             |
| 1976 | Los cuatro secretos             |                           | Simón Feldman                                |
| 1977 | Jacinta Pichimahuida se enamora |                           | Enrique Cahen Salaberry                      |
| 1977 | Las aventuras de Pikín          |                           | Alberto Abdala                               |
| 1981 | Los viernes de la eternidad     |                           | Héctor Olivera                               |
| 1985 | El exilio de Gardel             | María/Les jeunes danseurs | Fernando Solanas                             |
| 1987 | Debajo del mundo                |                           | Beda Docampo Feijóo i Juan Bautista Stagnaro |
| 1988 | Sur                             | Blondi                    | Fernando «Pino» Solanas                      |
| 1989 | Guerreros y cautivas            |                           | Edgardo Cozarinsky                           |
| 1990 | Atracción satánica              | Fernanda                  |                                              |
| 2001 | No quiero volver a casa         | Susana                    | Albertina Carri                              |
| 2005 | El buen destino                 | Marión                    | Leonor Benedetto                             |
| 2009 | Las viudas de los jueves        | Mavi                      | Marcelo Piñeyro                              |
| 2019 | Los amores de mi vida           |                           | Marcos Carnevale                             |
| 2020 | Corazón loco                    |                           |                                              |

## Teatre
| Any       | Obra                            |
| --------- | ------------------------------- |
| 1991      | Diosas en el aire               |
| 1994      | Madera de reyes                 |
| 1996      | La Gaviota                      |
| 1999      | Rompiendo Códigos               |
| 2000-2001 | Monólogos de la Vagina          |
| 2001      | Los pequeños burgueses de Gorki |
| 2004      | La Prueba                       |
| 2006-2007 | La Duda                         |
| 2008      | Como aprendí a Manejar          |
| 2011-2012 | Hamlet, la metamorfosis         |
| 2013      | Love, Love, Love                |
| 2014      | Macbeth, El Sueño de las Brujas |
| 2015      | Esperanza mía, el musical       |
| 2018      | Lo que nos Une                  |

## Programes de televisió
| Any  | Programa          | Canal                        | Notes      |
| ---- | ----------------- | ---------------------------- | ---------- |
| 2016 | El país en escena | Televisión Pública Argentina | Conductora |

## Premis i nominacions
| Any  | Premi                 | Categoria                      | Programa                 | Resultat |
| ---- | --------------------- | ------------------------------ | ------------------------ | -------- |
| 2001 | Premi Martín Fierro   | Millor actriu d'unitari        | Culpables                | Ganadora |
| 2003 | Premi Martín Fierro   | Actriu protagonista de comèdia | Son amores               | Nominada |
| 2006 | Premi Martín Fierro   | Millor actriu d'unitari        | Al límite                | Nominada |
| 2007 | Premi Martín Fierro   | Millor actriu d'unitari        | Mujeres Asesinas 3       | Nominada |
| 2010 | Premi Martín Fierro   | Millor actriu d'unitari        | Para vestir santos       | Ganadora |
| 2010 | Premi Cóndor de Plata | Actriu de repartiment          | Las viudas de los jueves | Ganadora |
| 2011 | Premio Martín Fierro  | Millor actriu d'unitari        | El Puntero               | Nominada |